# Trudovîk, Mîhailivka
Trudovîk (în ucraineană Трудовик) este un sat în comuna Rozdol din raionul Mîhailivka, regiunea Zaporijjea, Ucraina.

## Demografie
Componența lingvistică a localității Trudovîk
     Ucraineană (100%)
Conform recensământului din 2001, toată populația localității Trudovîk era vorbitoare de ucraineană (100%).